# Complejo ligamentoso triangular del carpo
El complejo ligamentoso triangular carpiano o complejo del Fibrocartílago Triangular (CFCT) es un grupo ligamentoso ubicado en la articulación radio-cubital distal (RCD). Está conformado por el ligamento radio-cubital anterior, el ligamento radio-cubital posterior, el ligamento cúbito-semilunar, el cúbito-piramidal, el disco articular y el menisco homólogo.
El CFCT cubre la superficie distal del cúbito, extendiendo la superficie articular del radio distal. Este complejo mantiene unidas los extremos distales del cúbito y del radio permitiendo la pronosupinación y proporciona estabilidad al lado cubital del carpo. También facilita la transmisión de fuerzas distribuyéndolas entre estos dos huesos.

## Anatomía
El complejo del Fibrocartílago Triangular se encuentra formado por:

### Ligamentos Radio-cubitales Distales
Son los principales estabilizadores de la Articulación RCD. Son dos, uno por palmar y otro por dorsal y se extienden desde el borde cubital del radio en sus bordes palmar y dorsal respectivamente hacia el cúbito donde se unen y se desdoblan en un haz superficial que se inserta en la estiloides cubital y un haz profundo que va a la fóvea cubital.

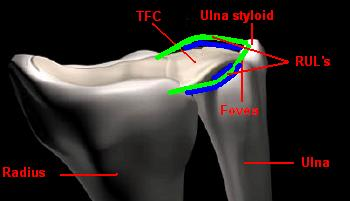
Ligamentos Radio cubitales distales anterior y posterior.

Tienen una amplia trama vascular que permite la regeneración de sus lesiones.

### Disco Articular / Ligamento Triangular
Es un fibrocartílago de forma triangular que se encuentra entre los dos ligamentos anteriores y el borde cubital de la superficie articular distal del radio.
Es avascular por lo que sus lesiones no suelen regenerar.

### Ligamentos cubito-carpales.
Son dos. El ligamento cúbito-semilunar y el cúbito-piramidal. Se originan en la estiloides cubital y se insertan en la parte volar de los huesos piramidal y semilunar. Estos ligamentos previenen la pronación del carpo con respecto al extremo distal del cúbito.

### Menisco Homólogo.
Es una estructura fibrocartilaginosa que se encuentra entre la apófisis estiloides cubital y el piramidal ocupando el espacio existente entre estos. Se adhiere a la cápsula de la articulación cubital y se fusiona con el ligamento colateral cubital del carpo, y la vaina del tendón extensor cubital del carpo (extensor cubital del carpo).

## Funciones
El fibrocartílago triangular es el principal estabilizador de la articulación radiocubital distal, además de contribuir a la estabilidad cubitocarpiana.
- Proporciona un mecanismo estable y flexible para los movimientos de pronosupinación radiocarpianos alrededor del eje cubital.
- Proporciona una superficie de deslizamiento continuo a través de la cara distal del cúbito y del radio para realizar los movimientos de flexión-extensión y de desvío cubital y radial.
- Mantiene el lado cubital del carpo alineado al cúbito dorsal y los mantiene sólidamente unidos.
- Extiende la superficiie articular del radio distal cubriendo la cabeza del cúbito distal.
- Amortigua y distribuye las fuerzas transmitidas desde el carpo hacia el eje cubitocarpiano.
  - Durante la carga axial, el radio lleva la mayoría de la carga (82%), y el cúbito una carga menor (18%)
    - El aumento de la varianza cubital a positivo de 2,5 mm aumenta la transmisión de la carga a través de la complejo fibrocartílago triangular a 42%.
    - La extirpación del fibrocartílago triangular aumenta la carga radial al 94%.
- Papel de la estabilización:
  - El fibrocartílago palmar evita el desplazamiento dorsal del cúbito y está tenso en pronación.
  - El fibrocartílago dorsal evita el desplazamiento volar del cúbito y está tenso en supinación

## Lesiones
El FCT puede lesionarse por razones traumáticas:
- Esguince de la muñeca, por caída con la muñeca hiperextendida y pronada.
- Fractura de muñeca.
- Tracción de la mano.

Y por razones degenerativas.

### Clasificación de las lesiones
Existe la clasificación de Palmer, para las lesiones del FTC:
- Tipo I, son lesiones traumáticas
  - Tipo IA, con perforación central.
  - Tipo IB, con desinserción cubital.
  - Tipo IC, con avulsión de los ligamentos cubitocarpales.
  - Tipo ID, con avulsión de la cabeza del radio.
- Tipo II, son lesiones degenerativas.
  - Estadio IIA, con desgaste central.
  - Estadio IIB, con desgaste central y condritis semilunar o cubital.
  - Estadio IIC, con perforación y condritis semilunar o cubital.
  - Estadio IID, con perforación, condritis semilunar o cubital y perforación del ligamento piramido semilunar.
  - Estadio IIE, con perforación, condritis semilunar o cubital, perforación del ligamento piramido semilunar y artritis cubito carpal.